# NGC 3154
NGC 3154 is een spiraalvormig sterrenstelsel in het sterrenbeeld Leeuw. Het hemelobject werd op 12 maart 1880 ontdekt door de Franse astronoom Édouard Jean-Marie Stephan.

## Synoniemen
- UGC 5507
- MCG 3-26-40
- ZWG 93.71
- IRAS10103+1716
- PGC 29759